# Ocotea comata
Ocotea comata är en lagerväxtart som beskrevs av Van der Werff. Ocotea comata ingår i släktet Ocotea och familjen lagerväxter. Inga underarter finns listade i Catalogue of Life.